# Урішка
Урі́шка (рос. Уришка, ерз. Уришка) — село у складі Ромодановського району Мордовії, Росія. Входить до складу Трофимовщинського сільського поселення.
В радянські часи існувало окремо 3 населених пункти — Урішка, Ільїновка, Бойцовка.

## Населення
Населення — 379 осіб (2010; 498 у 2002).
Національний склад (станом на 2002 рік):
- росіяни — 93 %